# Lijst van administratieve eenheden in Bình Dương
Deze lijst bevat een overzicht van administratieve eenheden in Bình Dương (Vietnam).
De provincie Bình Dương kent in totaal een stad, twee thị xã's en vier huyện. De hoofdstad van de provincie is de stad Thủ Dầu Một. De thị xã staat op hetzelfde niveau als de vijf districten.

## Stad

### Thành phốThủ Dầu Một
- Phường Chánh Nghĩa
- Phường Hiệp An
- Phường Hiệp Thành
- Phường Phú Cường
- Phường Phú Hòa
- Phường Phú Lợi
- Phường Hòa Phú
- Phường Phú Tân
- Phường Phú Thọ
- Phường Định Hòa
- Phường Phú Mỹ
- Xã Chánh Mỹ
- Xã Tân An
- Xã Tương Bình Hiệp

## Thị xã

### Thị xãDĩ An
- Phường Dĩ An
- Phường An Bình
- Phường Bình An
- Phường Bình Thắng
- Phường Đông Hòa
- Phường Tân Bình
- Phường Tân Đông Hiệp

### Thị xãThuận An
- Phường Lái Thiêu
- Phường An Thạnh
- Phường Vĩnh Phú
- Phường Bình Hòa
- Phường Bình Chuẩn
- Phường Thuận Giao
- Phường An Phú
- Xã Hưng Định
- Xã An Sơn
- Xã Bình Nhâm

## Huyện

### HuyệnBến Cát
- Thị trấn Mỹ Phước
- xã An Điền
- xã An Tây
- xã Cây Trường II
- xã Chánh Phú Hòa
- xã Hòa Lợi
- xã Hưng Hòa
- xã Lai Hưng
- xã Lai Uyên
- xã Long Nguyên
- xã Phú An
- xã Tân Định (Bến Cát)
- xã Tân Hưng
- xã Thới Hòa
- xã Trừ Văn Thố

### HuyệnDầu Tiếng
- Thị trấn Dầu Tiếng
- Xã An Lập
- Xã Định An
- Xã Định Hiệp
- Xã Định Thành
- Xã Long Hòa
- Xã Long Tân
- Xã Minh Hòa
- Xã Minh Tân
- Xã Minh Thạnh
- Xã Thanh An
- Xã Thanh Huyền

### HuyệnPhú Giáo
- Thị trấn Phước Vĩnh
- Xã An Bình
- Xã An Linh
- Xã An Long
- Xã An Thái
- Xã Phước Hòa
- Xã Phước Sang
- Xã Tam Lập
- Xã Tân Hiệp
- Xã Tân Long
- Xã Vĩnh Hòa

### HuyệnTân Uyên
- Thị trấn Uyên Hưng
- Thị trấn Tân Phước Khánh
- Thị trấn Thái Hòa
- Xã Bạch Đằng
- Xã Bình Mỹ
- Xã Đất Cuốc
- Xã Hiếu Liêm
- Xã Hội Nghĩa
- Xã Khánh Bình
- Xã Lạc An
- Xã Phú Chánh
- Xã Tân Bình
- Xã Tân Định
- Xã Tân Hiệp
- Xã Tân Lập
- Xã Tân Mỹ
- Xã Tân Thành
- Xã Tân Vĩnh Hiệp
- Xã Thạnh Hội
- Xã Thạnh Phước
- Xã Thường Tân
- Xã Vĩnh Tân